# ハーバード (小惑星)
ハーバード (736 Harvard) は小惑星帯に位置する小惑星である。アメリカ合衆国のマサチューセッツ州ウィンチェスターで、天文学者のジョエル・ヘイスティングス・メトカーフにより発見された。
メトカーフの母校であるハーバード大学神学大学院（ハーバード神学校）に因んで命名された。